# Shabestar
Shabestar este un oraș din Iran.